# The Starwheel
The Starwheel è l'ottavo album di Pär Boström sotto lo pseudonimo Kammarheit. È stato registrato e pubblicato nel 2005.

## L'album
È il secondo album di Kammarheit pubblicato da una Major, la Cyclic Law. The Starwheel conferma il successo del precedente Asleep and Well Hidden, dimostrandosi anche questo un buon successo di vendite. Anche di questo album vennero stampate 1000 copie.

## Tracce
Tutte le tracce sono composte da Pär Boström.
1. Hypnagoga – 4:06
2. Spatium – 4:47
3. The Starwheel (Clockwise) – 6:29
4. Klockstapeln – 5:37
5. The Starwheel (Counter Clockwise) – 4:46
6. A Room Between the Rooms – 6:31
7. Sleep after Toyle, Port after Stormie Seas – 6:56
8. All Quiet in the Land of the Frozen Scenes – 6:54

## Formazione
- Pär Boström – tastiere, programmazione